# Lago Chilka
El lago Chilka o Chilila (del inglés: Chilika Lake) es una laguna costera localizada en la costa oriental de la India, en la desembocadura del río Daya en el golfo de Bengala. Administrativamente, pertenece al estado de Orissa, a los distritos de Ganjam, Khordha y Puri. Es la laguna costera más grande de la India y la segunda mayor del mundo.
Es el territorio de invernada de aves migratorias más grande en el subcontinente indio siendo hogar de varias especies amenazadas de plantas y animales. La laguna alberga a más de 160 especies de aves en el momento álgido de la temporada migratoria. Las aves llegan del mar Caspio, el lago Baikal, mar de Aral y de otras zonas remotas de Rusia, de las estepas kirguises de Mongolia, del Asia Central y del sureste, de Ladakh y los Himalaya, viajando grandes distancias (dado que probablemente no sigan rutas rectas, algunas posiblemente sean de más 12 000 km). Según una encuesta, el 45 % de las aves son terrestres, el 32 % son acuáticas y el 23 % son zancudas. La laguna es también el hogar de 14 tipos de aves rapaces y hay informes de la presencia en sus aguas de unas 135 especies raras y en peligro, como el delfín del río Irrawaddy. Además, la laguna alberga 37 especies de reptiles y anfibios. Microalgas, algas marinas, praderas marinas, peces y cangrejos también florecen en el agua salobre del lago de Chilka.
El lago Chilka es un ecosistema altamente productivo, con abundantes recursos pesqueros que sostienen a más de 150 000 pescadores que viven en 132 aldeas en sus costas, islas y cerca de la laguna. El área de la laguna varia entre 1165 a 906 km² durante el monzón y el verano, respectivamente. Un estrecho canal de 32 km de largo, conecta la laguna con la bahía de Bengala, cerca de la aldea de Motto. Recientemente el CDA ha abierto una nueva boca que ha llevado nueva vida a la laguna.
En 1981, el lago Chilika fue designado como el primer humedal indio de importancia internacional bajo la Convención de Ramsar.
El 15 de abril de 2014 el «Lago Chilika» fue inscrito en la Lista Indicativa de la India —paso previo a ser declarado Patrimonio de la Humanidad—, en la categoría de bien cultural (n.º ref. 5896).

## Historia

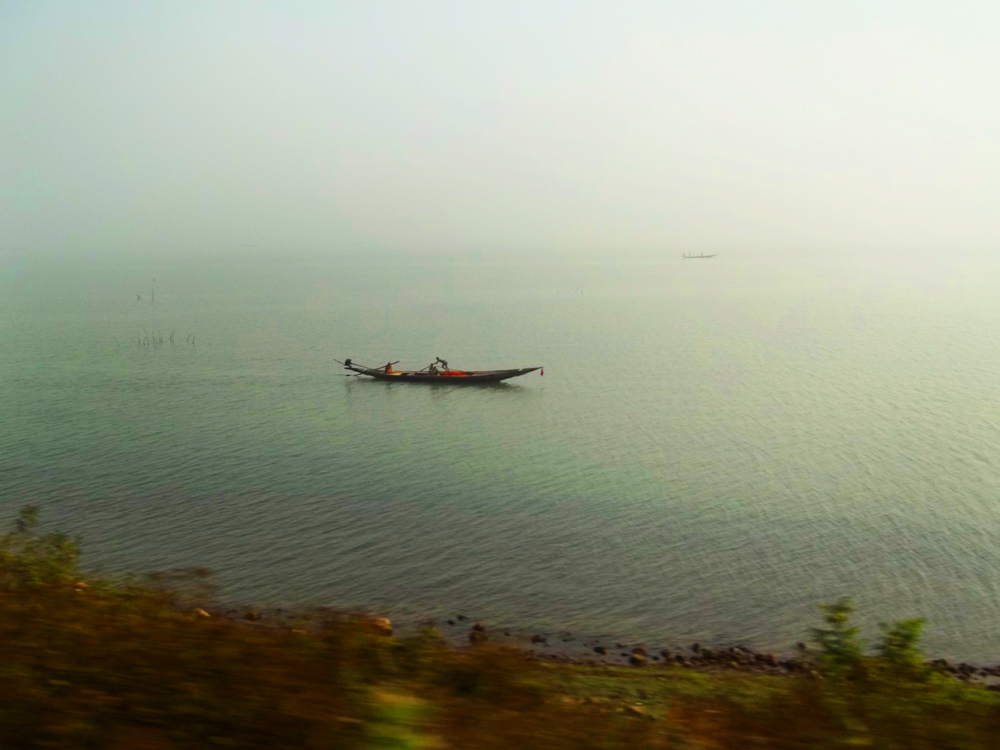
Pescadores en el lago

Hay evidencias geológicas que indican que el lago Chilka fue parte de la bahía de Bengala durante las últimas etapas del Pleistoceno (desde hace 1,8 millones hasta el 10 000 a. C.).
El Servicio Arqueológico de la India (Archaeological Survey of India) llevó a cabo excavaciones en Golabai Sasan (20°1′7″N 85°32′54″E / 20.01861, 85.54833), justo al norte del lago Chilka, en el distrito de Khurdha. Golabai proporcionó evidencias de la existencia de una zona cultural en Chilka en una secuencia de tres fases: Neolítico (ca. 1600 a. C.), Calcolítico (desde ca. 1400 a. C. a 900 a. C.) y Edad del Hierro (desde ca. 900 a. C. a ca. 800 a. C.). La datación por radiocarbono permitió fechar los primeros niveles de Golbai hacia el 2300 a. C. El sitio está ubicado en la margen izquierda del río Malaguni, un afluente del río Daya que desemboca en el lago Chilika. Esta ubicación, que daba acceso al mar por el lago Chilika, ofrece una prueba de las actividades marítimas en la región. La recuperación de muchas azuelas trabajadas en madera y otros artefactos demuestran que Golabai fue un centro de construcción de barcos. Significativamente, Golabai es el único sitio excavado en Orissa donde han aparecido evidencias de construcción de barcos. Esto también indica que el lago Chilka estaba muy cerca de Golabai y eso facilitaría el comercio marítimo en la zona durante la época antigua.
Algunos textos antiguos dicen que el sector sur de Chilika fue un importante puerto para el comercio marítimo, cuando Kharavela (IAST: Khāravela, Devanagari: खारवेल) (c. 209 a. C.-después de 170 a. C.), el rey de Kalinga, era conocido como el señor del Mar.
Claudio Ptolomeo (150 d. C.), el geógrafo griego, se refiere a Palur como el puerto de Paloura, situándolo cerca del punto de partida situado fuera de la punta sur del lago en Kantiagarh, desde donde navegaban barcos con destino a diferentes partes del sudeste asiático. Después del año 639, los peregrinos chinos Fa-Hien y Hiuen-Tsang mencionan un puerto famoso Che-li-ta-loChing cerca de la orilla del océano, que era una vía y un lugar de descanso para la navegación marítima y los comerciantes extranjeros de tierras lejanas. Este puerto fue localizado en 'Chhatragarh' en las orillas del lago Chilika.
Una leyenda del siglo IV, a menudo citada para explicar el nacimiento de Chilka, afirma que el rey de los piratas, Raktabahhu, planeaba atacar Puri con una enorme flota de barcos. Para evitar ser detectado, ancló sigilosamente fuera de la vista, frente a la desembocadura al mar. El engaño fue revelado por los buques que no pudieron flotar a la orilla, lo que advirtieron la gente de la ciudad, que escaparon con todas sus pertenencias. Raktabahu se sintió traicionado cuando se encontró con una ciudad abandonada y dirigió su furia hacia el mar que lo había traicionado. El mar se apartó para dejar marchar el ejército y luego creció de nuevo, ahogando el ejército y formando el actual lago.
Las excavaciones arqueológicas han descubierto anclas de buques del siglo VII y piedras commemorias dedicadas a los héroes de la batalla en un pueblo llamado Kanas, a unos 25 km al norte de Chilika, en las orillas del río Nuna, que desemboca en el lago. Esto mostraría evidencias de un enfrentamiento naval histórico frente a su costa.
Un texto del siglo X, el Brahmanda Purana, menciona al lago Chilika como un importante centro comercial, y un refugio para los buques que navegaban a Java, Malasia, Ceylan, China y otros países. Esto sugiere que el lago era entonces lo suficientemente profundo como para que atracasen los buques de navegación marítima y que tenía un canal hacia el mar lo suficientemente grande para que los barcos mercantes cargados se embarcasen hacia el sudeste de Asia. Los habitantes a lo largo del lago Chilika todavía celebran un festival anual llamado «Bali Yatra» (‘Viaje a Bali’).
En 1803, el raj británico entró en las orillas del lago, llegando a Puri y ocupando Orissa con la ayuda de Fatah Muhammad. Fateh Mohamed, a su vez fue recompensado por los británicos con el dominio absoluto de las áreas de Malud y Parikud, que en la época actual, son los bloques (block) de Garh Krishnaprasad.
Con los años, poetas, incluidos Kabibar Radhanath Ray y Pandit Godavarish Mishra, combatientes de la libertad y santos, han ensalzado la historicidad del lago en lo pertinente a sus aspectos culturales, espirituales y religiosos.

Gopabandhu Das, un famoso poeta de Orissa, se impacientó al ver la belleza de la marcha de las vistas coloridas y sonidos de la laguna de Chilika mientras iba en tren. Le pidió al rápido tren que se detuviera un momento para que pudiera disfrutar de la belleza. Es a causa de la belleza que lo arrestaron mucho tiempo.

## Geología
El lago es de carácter estuarino en un medio ambiente efímero. Los estudios geológicos indican que la costa se extendía por la orilla occidental del lago en el Pleistoceno y que su región noreste estaba bajo el mar. Que la línea de costa se ha movido hacia el este a lo largo de los años es apoyado por el hecho de que el cercano Templo del Sol Konarak, construido originalmente en la orilla del mar unos pocos cientos de años atrás, ahora está a unos 3 km lejos de la costa.
El área de drenaje del lago Chilika tiene un sustrato de roca, arena y lodo. Tiene una amplia gama de partículas sedimentarias, tales como arcilla, limo, arena, grava y bancos de conchas, pero la mayor parte de la zona de captación es limo. En el lago Chilika el río Daya y varios arroyos depositan más de 1,6 millones de toneladas métricas por año de sedimentos.
Se conjetura que el aumento del nivel del mar en todo el mundo en los últimos 6000-8000 años se produjo con una pausa en la subida del nivel hace unos 7000 años, lo que podría haber dado lugar a la formación de una playa de arena cerca de la costa en el sector sur. Con la reanudación de la subida del nivel del mar, la playa de arena crecería gradualmente, avanzando el mar adentro hacia el noreste y formando la lengua de Chilika. Un fósil descubierto en el extremo sudoeste del espigón indica que el lago se formó hace unos 3500-4000 años. Las razones atribuidas para el crecimiento del espigón son el abrupto cambio en la dirección de la costa norte del lago, los fuertes vientos que llevaban arena a la orilla, la larga deriva de la costa (deriva litoral), la presencia o ausencia de un río fuerte y las corrientes de marea en las diferentes áreas.
Bandas blancas de coral en el sector sur, a una altitud de 8 m por encima del nivel del agua actual, muestran que el área fue una vez marina y que el agua era mucho más profunda que en la actualidad. El desarrollo cronológico del espigón de la barrera exterior de la laguna ha sido fechado por estudios de los minerales de luminiscencia estimulada ópticamente. Esto se hizo con dieciséis muestras del lecho del lago. Los estudios indicaron dosis de entre 153 ± 3 m Gy y 2,23 ± 0,07 Gy, que corresponden a edades desde 40 años en la cima del espigón hasta 300 años en la parte inferior. Las edades más jóvenes son consistentes con la edad de la vegetación que lo cubre. Se identifica claramente un período definido de construcción de una barrera de más de 4,0 km de hace 40 años. Antes de esto, la tasa de depósito se mantuvo relativamente constante durante 300 años. [18]

## Geografía y topografía
El lago Chilika es un estuario poco profundo formado por barras arenosas con grandes áreas de marismas. Los márgenes occidentales y meridionales del lago están bordeados por la cadena de cerros de los Ghats orientales.
Varios ríos interiores, que aportan sedimentos en el lago, controlan el extremo norte del lago. Una larga playa barrera de 60 km, llamada Rejhansa, formada por las corrientes septentrionales de la bahía de Bengala, dio lugar a la formación de este lago de poca profundidad y forma su lado oriental. Como lago efímero, la superficie de agua varía desde los 1165 km² en la estación del monzón de verano a los 906 km² en el monzón invernal de la estación seca.
El lago tiene numerosas islas. Las islas mayores, separadas por canales poco profundos, se encuentran entre la barrera y el cuerpo principal del lago. Un total de 42 km² de canales conectan el lago con la bahía de Bengala. [14] Los seis islas principales son Parikud, Phulbari, Berahpura, Nuapara, Nalbana y Tampara. Estas islas, junto con la península de Malud, constituyen el Krishnaprasad Revenue Block del Distrito de Puri.
La orilla norte del lago es parte del distrito de Khordha y la costa oeste es parte del distrito de Ganjam. Debido a la sedimentación, la anchura de la barrera ha fluctuado y la desembocadura al mar ha estado cerrada periódicamente. La ubicación de la boca ha cambiado también con frecuencia, por lo general yendo hacia el noreste. La boca, que tenía 1,5 km de ancho en 1780, era de solo 0,75 km cuarenta años después. Los pescadores locales, para mantener sus medios de vida, tuvieron que cortar el canal con regularidad para mantener el acceso al mar para la pesca.
La profundidad del agua del lago varía desde los 0,3 m a los 0,8 m en la estación seca, y de 1,8 m a 4,2 m en la temporada de lluvias. La anchura del antiguo canal hacia el mar, que se conoce como Magarmukha (boca del Cocodrilo) tiene ahora unos 100 m. El lago está dividido en cuatro zonas separadas, llamadas sectores meridional, central, septentrional y área del canal exterior. Un largo canal exterior de 32 km conecta la laguna con la bahía de Bengala, en la aldea de Arakhuda. El lago tiene vagamente forma de pera, con una longitud máxima de 64,3 km y una anchura media de 20,1 km.

## Hidrología

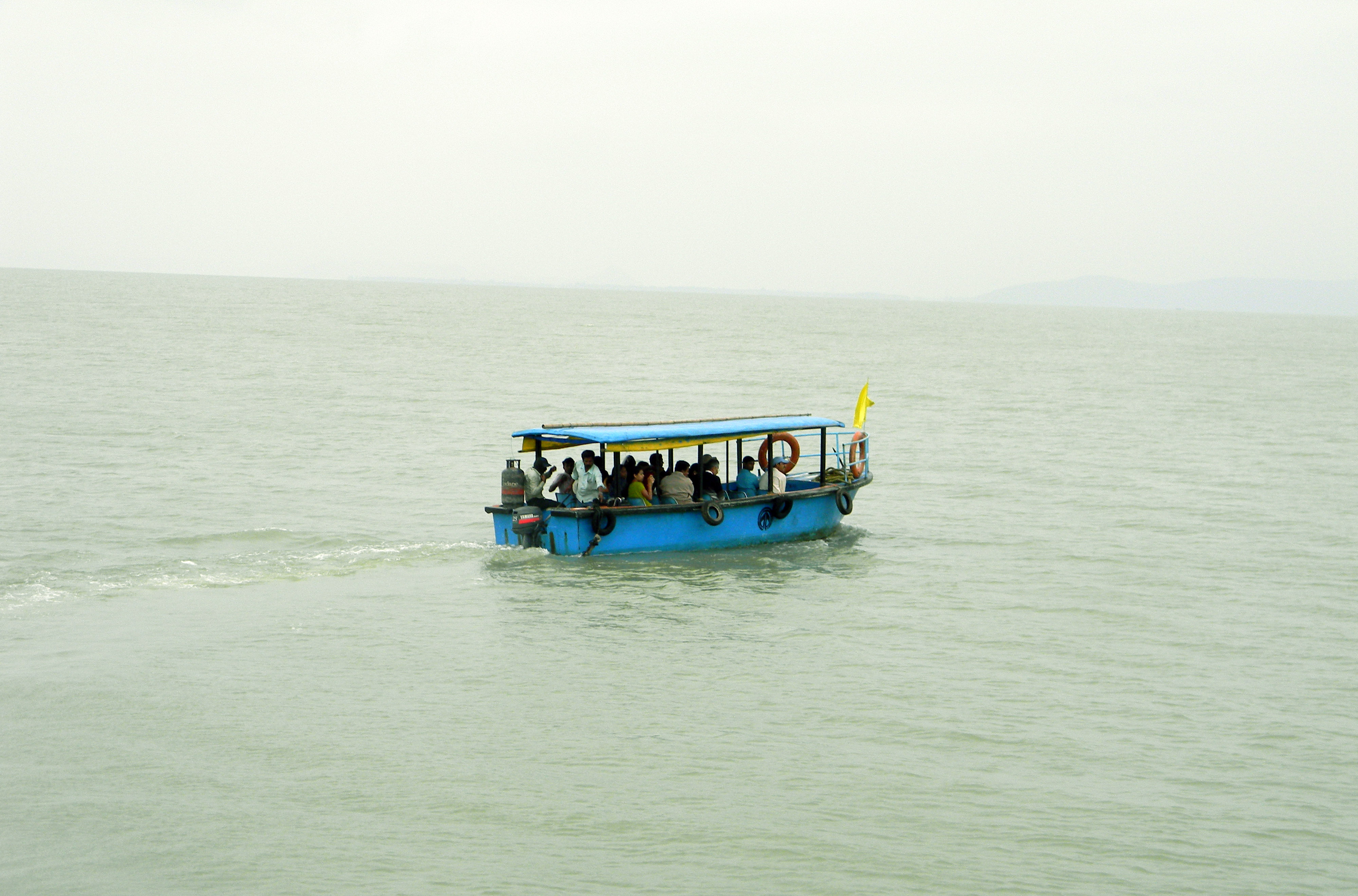
Lago Chilika

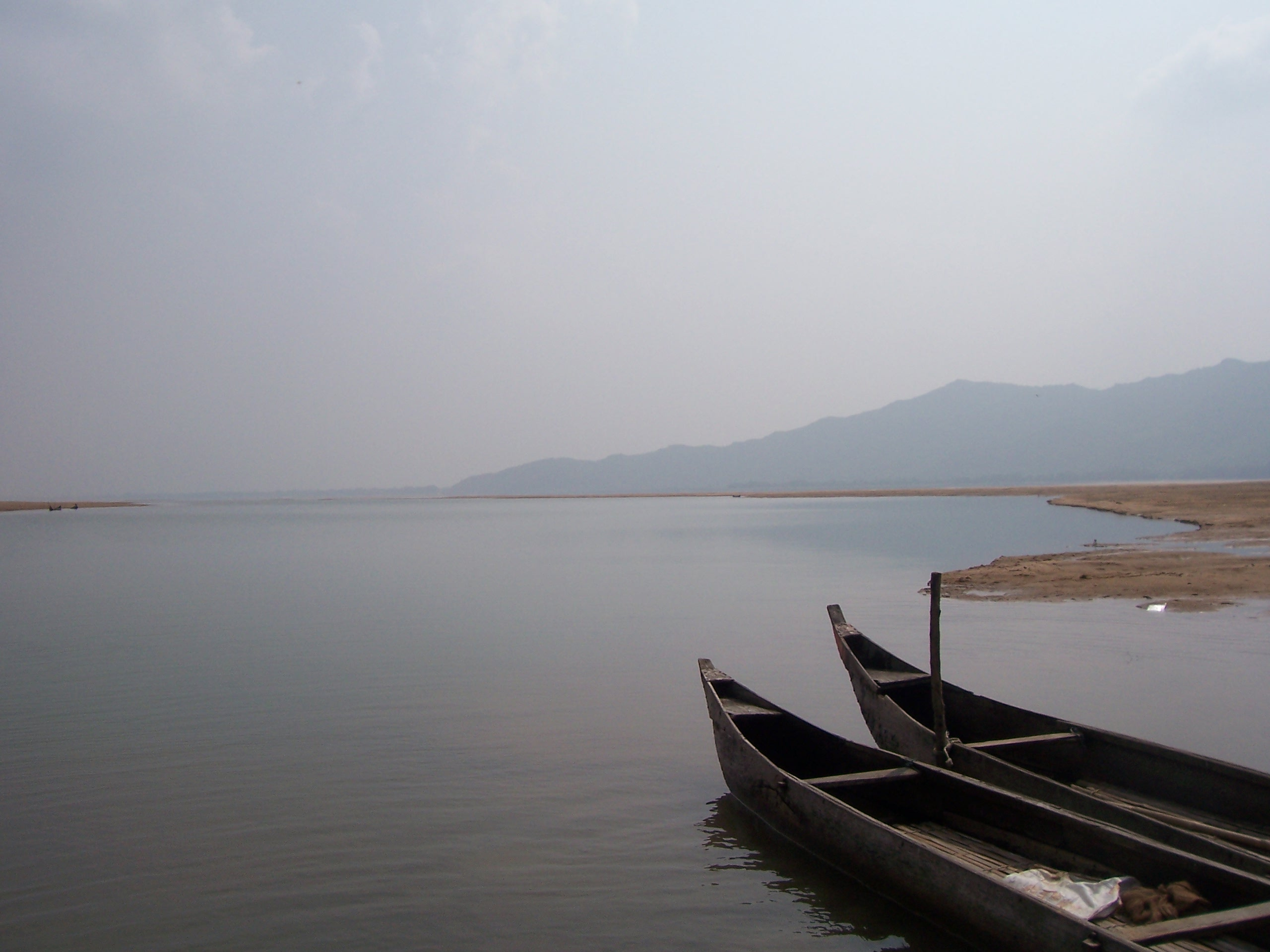
El río Mahanadi en Cuttack cuando se trifurca con uno de los brazos que alimentan el lago Chilka

La hidrología del lago está integrada por subsistemas hidrológicos. El sistema terrestre comprende los distributarios del río Mahanadi en el lado norte, 52 canales fluviales de la zona oeste y la bahía de Bengala, en el lado oriental. Dos de los tres ramales meridionales del río Mahanadi que trifurcan en Cuttack, alimentan el lago. El 61 % (850 m³/s) de la afluencia total de agua dulce en el lago es aportado por estos dos ramales.
El segundo sistema de drenaje que no es perenne representa el 39 % (536 m³/s). Los ríos más importantes de este sistema son el Kansari, el Kusumi, el Janjira y el Tarimi. La entrada total anual de agua dulce superficial del mar se estima en 1,76 km³/s, incluyendo la precipitación directa sobre el lago que contribuye con 0,87 km³/s. Todos los sistemas de ríos interiores descargan un flujo anual de alrededor de 0,375 millones de m³ de agua dulce que se estima aportan 13 millones de toneladas de sedimentos en el lago. En el noreste, un canal conecta el lago con la bahía de Bengala.
El clima tropical monzónico prevalece en el área de la cuenca de drenaje del lago. El lago experimenta monzones sur-oeste y norte-este entre junio a septiembre y de noviembre a diciembre, respectivamente, con una precipitación promedio anual de 1238,8 mm, con 72 días de lluvia. Se han registrado una temperatura máxima de 39,9 °C y una mínima de 14 °C. La velocidad del viento varía de 5,3 a 16 km/h con dirección sur y suroeste debido a la influencia del monzón del suroeste y de dirección norte y nordeste durante el resto de meses.

### Calidad del agua y sedimentos
La Autoridad de Desarrollo de Chilika (Chilika Development Authority, CDA) estableció un sistema organizado de mediciones de calidad del agua e investigaciones limnológicas que indican las siguientes características físico-químicas de las aguas del lago:
- El agua del lago es alcalina – el pH varía de 7,1 hasta 9,6, con el total de alcalinidad coincidiendo con la salinidad. La parte sur del lago, cerca de Rambha, ha registrado la mayor alcalinidad;
- los reconocimientos batimétricos indican escasas profundidades extremas en el sector norte, con menos de 1,5 m en un área grande. En el sector sur del lago se ha registrado la profundidad máxima de 3,9 m;
- la alta turbidez debido a la mezcla de agua con sedimentos es confirmada por los valores de transparencia observados, que oscilan entre los 9 y 155 cm;
- Los niveles de salinidad en el lago muestran una amplia variación temporal y espacial, debido a una mezcla compleja de descarga de agua dulce, de evaporación y de las condiciones del viento y el flujo de la marea de agua marina. La naturaleza salobre del lago está representada por las 0 partes por mil, cerca de la desembocadura del río Daya, hasta el nivel hipersalino de 42 ppt en el canal de salida durante el periodo seco;
- los valores del oxígeno disuelto están entre 3,3-18,9 mg/L;
- los niveles de fosfatos de fósforo (0-0,4 ppm), nitratos de nitrógeno (10-60 ppm) y silicatos (1-8 ppm) son altos en la parte norte y noroeste del lago, donde desembocan la mayoría de ríos en el lago con grandes cantidades de sedimentos y de nutrientes;
- el lago se puede dividir, basándose en los valores de salinidad en cuatro zonas, a saber: la del sur, el canal central, el norte y el exterior. El aflujo mareal durante el monzón es detenido por la fuerte entrada de una gran cantidad de agua dulce de las zonas norte y central. Las condiciones de agua salobre en la zona sur, incluso durante el monzón, prevalecen a causa del bajo intercambio de agua. La salinidad en la zona sur disminuye durante el periodo posterior al monzón y en invierno cuando los vientos del norte facilitan la mezcla del agua con la del resto del lago. Durante el verano, la intrusión de agua salada del canal exterior en el lago se incrementa cuando el nivel del agua del lago se encuentra en su nivel más bajo. Se produce un aumento general de salinidad de las zonas central y norte debido al viento que favorece la mezcla por los vientos predominantemente del sur, aunque la salinidad de la zona sur apenas se eleva.[5]

#### Sedimentación
Intercambios mareales adversos se producen debido a la deriva litoral a lo largo de la línea de costa, provocando la reducción del flujo y el desplazamiento de la boca del lago cada año. Una estimación de este transporte de sedimentos es del orden de 100 000 toneladas métricas. Este efecto adverso necesita acciones de mejora.
Se han obtenido núcleos de sedimento de diferentes lugares del lago. El resultado indica una variación espacial de la velocidad de sedimentación en tres zonas del lago, desde los 7,6 mm/año (sector septentrional), a los 8,0 mm/año (sector central) y 2,8 mm/año (sector meridional). La tasa de sedimentación no uniforme, junto con la porosidad y el contenido de agua de los núcleos de sedimentos, también se analizaron e indican que el lago tenía diferentes zonas de depósito, con una velocidad de sedimentación relativamente más elevada en el sector septentrional y central y un ritmo lento en el sector meridional.

## Conservación, amenazas y gestión

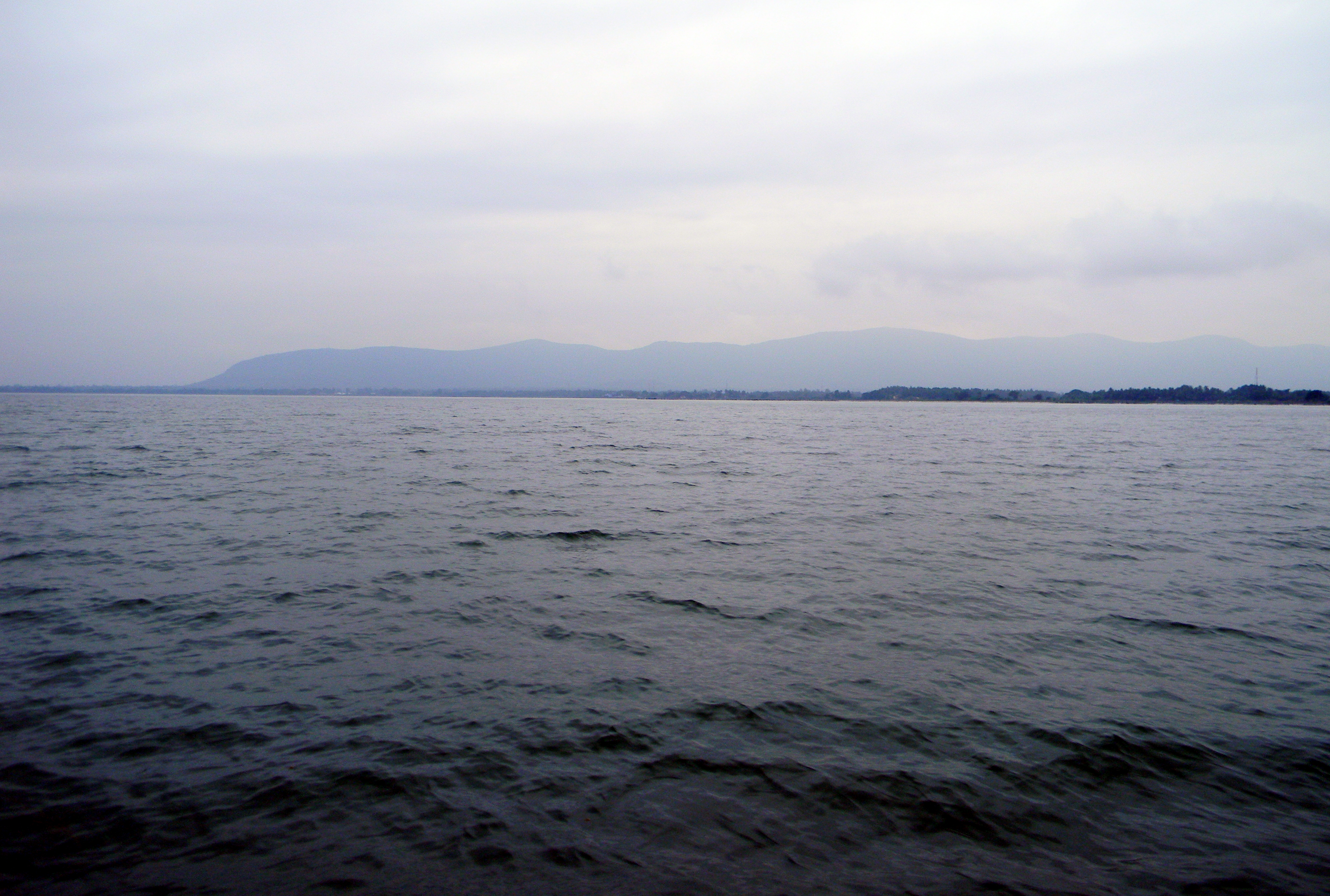
Lago Chilika

En 1981, el lago Chilika fue designado como el primer humedal de importancia internacional indio bajo la Convención de Ramsar debido a su rica biodiversidad, como demuestran los siguientes hechos:
- más de un millón de aves acuáticas migratorias y aves playeras pasan el invierno en el lago;
- se han registrado más de 400 especies de vertebrados;
- como laguna estuarina, soporta un conjunto único de especies marinas, salobres y de agua dulce;
- en la región se encuentran varias especies raras y en peligro de extinción;
- el lago alberga varias pesquerías que son el sustento de la comunidad;
- el lago es de gran valor en la preservación de la diversidad genética;
- hay un aumento de malas hierbas y de la acuicultura.[9][10]

### Amenazas
Con los años, el ecosistema del lago se enfrenta a varios problemas y amenazas, tales como:
- la sedimentación debida a la deriva litoral y a los sedimentos de los sistemas interiores fluviales;
- la contracción de la superficie de agua;
- la obstrucción del canal de entrada, así como el desplazamiento de la boca de conexión con el mar;
- la disminución de la salinidad y de los recursos pesqueros;
- la proliferación de especies invasoras de agua dulce;
- una pérdida global de biodiversidad, con disminución de la productividad que afecta negativamente a las condiciones de vida de la comunidad que depende de él;
- las peleas entre las comunidades de pescadores y no pescadores sobre los derechos de pesca en el lago y consiguientes casos judiciales.

La rápida expansión de la acuicultura comercial del camarón ha contribuido significativamente a la disminución de las pesquerías de los lagos y de la población de aves.
La acción concertada fue iniciada por el Gobierno del Estado de Orissa, con el apoyo del Gobierno de la India para adoptar acciones para la gestión y la conservación adaptativa.
Hacia 1993, los problemas en Chilka eran tan graves que el lago fue incluido en el «Registro de Montreux» (The Montreux Record), ya que el lago fue considerado que ha «sufrido, de someterse a ser, o que sea probable que sufrirá un cambio en sus características ecológicas provocado por la acción humana» (undergone, to be undergoing, or to be likely to undergo change in its ecological character brought about by human action). El propósito era estimular las medidas correctivas para la conservación del lago, complementadas con una supervisión adecuada. Se esperaba que esta acción se beneficiarían de los consejos de la Ramsar Advisory Mission y de otros programas de asistencia técnica.
En resumen, la sedimentación procedente de aguas arriba dio lugar a la contracción de la superficie de agua, a una disminución de la salinidad y a un prolífico crecimientode malezas invasoras acuáticas de agua dulce, todo lo cual tuvo un grave impacto negativo en el hábitat de la fauna y la pesca.

### Autoridad de Desarrollo de Chilka
En 1992, el Gobierno de Orissa, preocupado por la degradación del ecosistema del lago y consciente de que un número significativo de personas dependían de los recursos del lago, creó la Autoridad de Desarrollo de Chilka (Chilika Development Authority, o CDA) para la restauración y el desarrollo general del lago bajo la Ley de Registro de Sociedades de la India (Indian Societies Registration Act) como un organismo paraestatal dependiente de la jurisdicción administrativa del Departamento de Bosques y Medio Ambiente (Forest and Environment Department), con la siguiente carta (charter):
- para proteger el ecosistema del lago con toda su diversidad genética;
- para formular el plan de manejo para la Gestión de los Recursos Integrada y el uso racional de los recursos del lago por la comunidad que depende de él;
- para llevar a cabo actividades de desarrollo multidimensional y multidisciplinar por sí mismo o a través de otras agencias;
- para colaborar con diversas instituciones nacionales e internacionales para el desarrollo del lago.[21]

El órgano de gobierno de la Autoridad está encabezado por el Ministro Jefe del Estado de Orissa y cuenta entre sus miembros con representantes populares (miembros del Parlamento y de la Asamblea Legislativa), representantes de las comunidades de pescadores y secretarios de departamentos clave, y con expertos y científicos eminentes.
En 1998, un comité ejecutivo constituido con autoridad financiera, complementado con apoyo financiero de las Comisiones de Hacienda Décima y Undécima del Gobierno de la India, dio apoyo a las iniciativas de gestión adoptadas por la CDA. Esto facilitó un enfoque coordinado para planificar e implementar acciones efectivas de gestión de mejoramiento.
Se llevó a cabo un Plan de Manejo Integrado con un apoyo financiero de Rs 570 millones para «subvenciones de problemas especiales», recomendado por las Comisiones de Hacienda. El monitoreo hidrobiológico fue realizado en el marco del «Proyecto de consolidación de recursos hídricos de Orissa» (Orissa Water Resources Consolidation Project) del Banco Mundial, con Rs 10 millones. Se creó una fuerte red de apoyo, con 7 organizaciones de gobiernos estatales, 33 organizaciones no gubernamentales, 3 ministerios de gobiernos nacionales, 6 de otras organizaciones, 11 organizaciones internacionales, 13 instituciones de investigación y 55 grupos comunitarios de diferentes categorías.
En 2003, la colaboración de expertos de la India y de Japón llevó a una relación amistosa entre el lago Chilika y el lago Saroma en Japón llamada «Humedales hermanas» (Sister Wetlands).

### Acciones de mejora
Teniendo en cuenta las amenazas que enfrenta el lago, el «Comité de humedales nacionales, manglares y arrecifes de cora» (National Wetlands, Mangroves and Coral Reefs Committee) del Ministerio de Medio Ambiente y Bosques del Gobierno de la India, también identificó el lago como un sitio prioritario para la conservación y la gestión. Las acciones de mejora adoptadas por la CDA para restaurar el ecosistema y mejorar las condiciones socioeconómicas de las comunidades que viven alrededor del lago y sus islas fueron las siguientes:

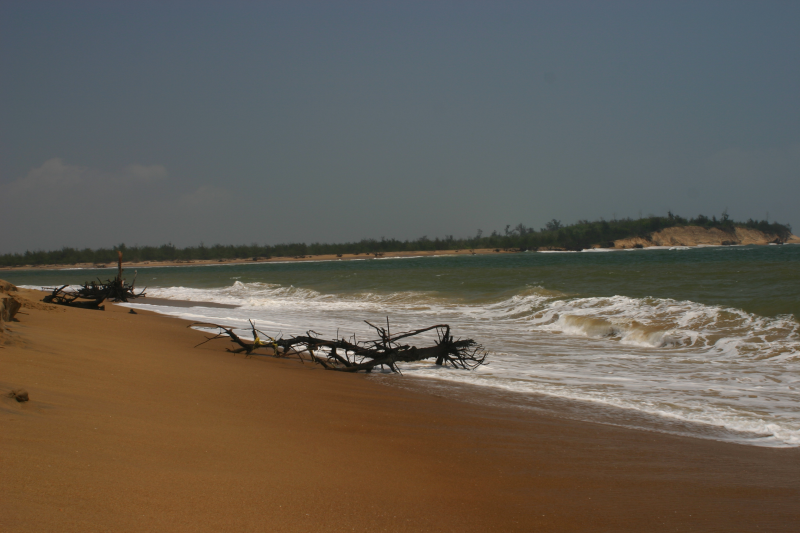
Boca en el mar del Chilika

- Apertura de la boca del lago. La acción de mejora más eficaz fue la intervención hidrológica de abrir una nueva boca del lago mediante un canal hasta el mar a través de la playa de barrera en Satapura. Esto mejoró los gradientes de salinidad espaciales y temporales de la laguna manteniendo las características únicas de un ecosistema de estuario. Esta intervención se llevó a cabo después de detallados estudios científicos, incluyendo modelos matemáticos en tres dimensiones y estudios hidráulicos en una maqueta, que se llevaron a cabo por la Estación de Investigación de la Central de Agua y Energía (Central Water and Power Research Station), Pune, y el Instituto Nacional de Oceanografía, de Goa. En septiembre de 2000, se llevaron a cabo el dragado del canal que conecta el lago con el mar y la apertura de una nueva boca para restaurar los flujos naturales de agua y los niveles de salinidad. Estas acciones dieron como resultado un notable incremento en la producción de peces del lago y una reducción de las malas hierbas de agua dulce. La nueva boca reduce la longitud del canal de salida en 18 kilómetros.[10][24] La apertura de la nueva boca proporciona un aumento favorable de la salinidad en todo el lago, con menos fluctuaciones y mejora de la claridad del agua.[18] Los resultados detallados de esta acción se pueden ver en las referencias citadas en el apartado de fuentes externas .
- gestión de las cuencas en una «gestión participativa de microcuencas en un enfoque conjunto del ecosistema»;
- protección del hábitat de aves y de especies de aves;
- incentivos económicos a la población local para detener la caza furtiva de aves;
- medidas para mejorar las condiciones socioeconómicas, tales como programas de capacitación para desarrollar el turismo ecológico;
- Suministro de sistemas de energía solar para el alumbrado público a los pueblos de la isla;
- Desarrollo de un servicio de ferry para pueblos aislados;
- construcción de instalaciones de desembarco de pescadores, así como actividades de educación y sensibilización ambiental.

En el año 2002, a la vista de las mejoras de las condiciones del lago, Chilika fue excluido del Registro de Montreux, siendo el primer sitio Ramsar de Asia en conseguirlo.

### Premios

Premio 2002 por logros sobresalientess

Las labores de gestión han obtenido diferentes premios y reconocimientos:
- en noviembre de 2002, el Premio de Conservación de los Humedales de Ramsar fue presentado a la Autoridad de Desarrollo de Chilika para «logros sobresalientes en el campo de la restauración y el uso racional de los humedales y la participación efectiva de las comunidades locales en estas actividades».[9][10]
- el «Indira Gandhi Paryavaran Puruskar», constituido por el Ministerio de Medio Ambiente y Bosques (Ministry of Environment and Forests) del Gobierno de la India, galardonó con el prestigioso premio de 2002 a la Autoridad de Desarrollo de Chilka por su notable contribución de conservación y restauración del ecosistema del lago Chilka.[25]

## Flora y fauna
La riqueza ecológica del lago es de gran valor en la preservación de la diversidad genética debido a la multiplicidad de sus hábitats, flora y fauna. (Algunos se representan en la galería de fotos). El Estudio zoológico de la India (Zoological Survey of India, ZSI) reconoció el lago entre 1985 y 1988 e identificó 800 especies de fauna, incluyendo muchas especies raras y en peligro de extinción, amenazadas y vulnerables, aunque excluyendo insectos terrestres.
Las especies animales identificadas raras y amenazadas son la Tortuga marina verde (ES), dugongos (VU), delfín del Irrawaddy (VU), Antílope cervicapra (NT), correlimos de cuchara (CR), eslizón sin extremidades y gato pescador (ES). También se informó de 24 especies de mamíferos y 37 especies de reptiles y anfibios.

### Flora
Recientes reconocimientos revelaron un total de 726 especies de plantas con flores pertenecientes a 496 géneros y 120 familias. Esto representa aproximadamente una cuarta parte de las especies de plantas vasculares del estado de Orissa, donde se encuentran unas 2900 especies. Fabaceae es la familia de plantas más dominante, seguida por Poaceae y Cyperaceae. Algunas especies encontradas son solo características de ciertas islas. La flora es predominantemente de plantas acuáticas y subacuáticas. Las especies identificadas más importantes son las siguientes:
- Leguminosae, Poaceae y Cyperaceae;
- Endémica Cassipourea ceylanica
- Cinco especies de algas marinas;
- plantas silvestres de importancia hortícola y grupos de plantas de interés tales plantas insectívoras, epiphytes, parásitas y litófitas
- Manglares asociados, como Aegiceras corniculatus, Excoecaria agalloch, Salvadora persica, Pongamia pinnata, Colubrina asiatica, Capparis roxburghii, Macrotyloma ciliatum y muchos otros.

### Otros atractivos
Puri, una ciudad santa famosa por la construcción a finales del siglo XI del templo de Jagannath y con una destacada playa, donde se presencian espléndidos amaneceres y atardeceres. Se dice que una visita a Puri es incompleta sin visitar el lago Chilika
Cascada Nirmaljhar, un lugar ideal para un pícnic, con una hermosa cascada que se encuentra a unos 12 km del lago Chilka.
Satpada: Este lugar se encuentra a unos 55 km de Puri, en el lado oriental del lago Chilka. Este lugar está rodeado por lagunas en tres de sus partes, lo que hace de este lugar un destino turístico para los amantes de la naturaleza.

## Ecoturismo
El aire libre y la flora y fauna naturales del lago son un atractivo para el turismo ecológico. Se espera que proporcionen un grado de empleo alternativo a la comunidad local y que generen la conciencia ambiental, tanto entre los residentes locales como en los visitantes, sobre la conservación y el uso racional de los recursos naturales del lago. Los lugares identificados en del lago para estas actividades son:
- Bahía Ramba en el extremo sur del lago con un grupo de islas, que incluyen: 
  - The Becon Island, con un pilar cónico de arquitectura (para poner una luz en la parte superior), construido por Mr. Snodgrass, el entonces recolector de Ganjam de la Compañía Británica de las Indias Orientales, sobre una masa de roca en la bahía cerca de la colina Ghantasila. Cuenta con agua escénica rodeada por los Ghat orientales.
  - isla Breakfast, en forma de pera, conocido como «isla Sankuda», con restos de ruinas de una cabaña construida por el rey de Kalikote; cuenta con plantas raras y está llena de atractiva vegetación.
  - isla Honeymoon, a 5 km desde el embarcadero de Rambha , conocida como isla Barkuda, con aguas cristalinas con abundancia de macroalgas rojas y verdes en el lecho, es también conocida por el lagarto sin extremidades, una especie endémica que se encuentra aquí;
  - islas Somolo y Dumkudi, locakizada en los sectores central y meridional del lago, telón de fondo del paisaje de la cadena Khalikote, están inundadas de restos de los Ghats orientales con rica flora y fauna, y también se conoce por el avistamiento de los delfines del Irrawaddy;
  - isla de los Pájaros (Birds' island), ubicada en el sector meridional del lago, tiene enormes rocas expuestas colgando que están pintados de blanco debido al ácido fólico de los excrementos de las aves y que es conocida por las ricas comunidades de algas y las pocas especies de manglares y también aves migratorias en invierno;
- Parikud es un grupo de islas compuestas en el bloque de Garh Krishnaprasad, para amantes de la naturaleza ya que ofrece un espectáculo de aves durante la temporada de invierno;
- templo de Kalijai situado en una isla, es considerado como la morada de la Diosa Kalijai. Este templo está situado en una colina que está rodeado por osos de agua azul. La gente local de Chilka se refieren a la diosa como la deidad reinante de la laguna;
- pueblo de Satapada, en la nueva desembocadura del lago, ofrece una hermosa vista del lago y también puntos de vista de los delfines. Cientos de barcos ofrecen aquí visitas del lago para turistas;
- Barunkuda, una pequeña isla situada cerca de Magarmukh, la boca del lago, tiene un templo de Lord Varuna;
- Nabagraha es una antigua deidad situada a lo largo del canal exterior;
- templo de Chourbar Shiva se encuentra cerca del pueblo de Alupatna, a lo largo del canal exterior.
- Manikpatna, localizada en el canal exterior tiene evidencias históricas de haber sido un puerto que fue utilizado para el comercio con el Lejano Oriente y también tiene el templo Bhabakundeswar de Lord Shiva, una antigua mezquita cuya puerta de entrada son las mandíbulas de una ballena;
- Banco de arena y boca del lago (Sand-Bar y Mouth of the Lake) es un tramo impresionante y sin explorar de 30 km de playa vacía a través de la barra arenosa que separa el lago del mar.[26]

## Acceso
El lago está muy bien conectado por carretera con Chennai y Kolkata a través de la carretera nacional n.º 5. La ciudad de Satpara, en la orilla oriental del lago, está a unos 50 km por carretera al suroeste de la ciudad de Puri y a una distancia de 100 km de Bhubaneswar, la capital de Orissa, que es también el aeropuerto más cercano. Una línea de ferrocarril de la South Eastern Railway desde Calcuta bordea a lo largo de la orilla occidental del lago, pasando por las estaciones Balugaon, Chilka y Rambha.
Dentro de los recintos del lago, Orissa Transport Development Corporation Ltd (OTDC) y el Revenue Department del gobierno del estado, ofrecen cruceros en barco. Operadores privados también ofrecen barcos del país en alquiler a varias islas del lago. Hay casas de huéspedes en Barkul, Rambha y Satapada y varios hoteles en Balugaon. Antes de acceder al Nalbana Bird Sanctuary se debe de obtener un permiso de entrada.

## Galería de imágenes

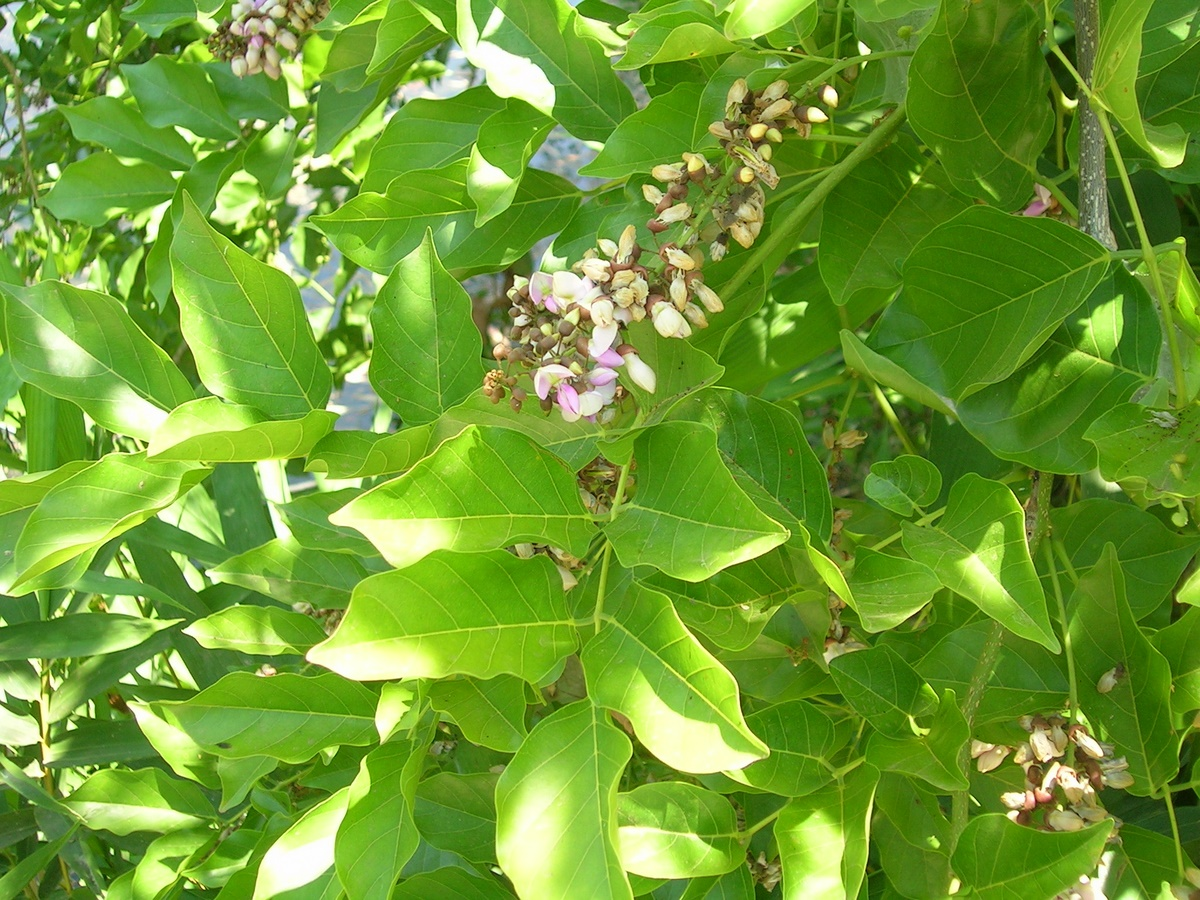
Pongamia pinnata (panigrahi)- un brote en floración
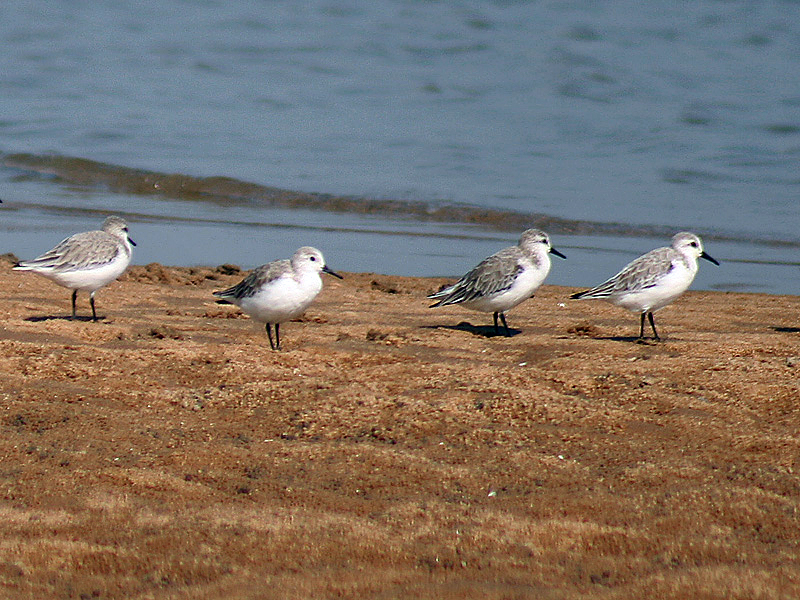
Sanderling Calidris alba
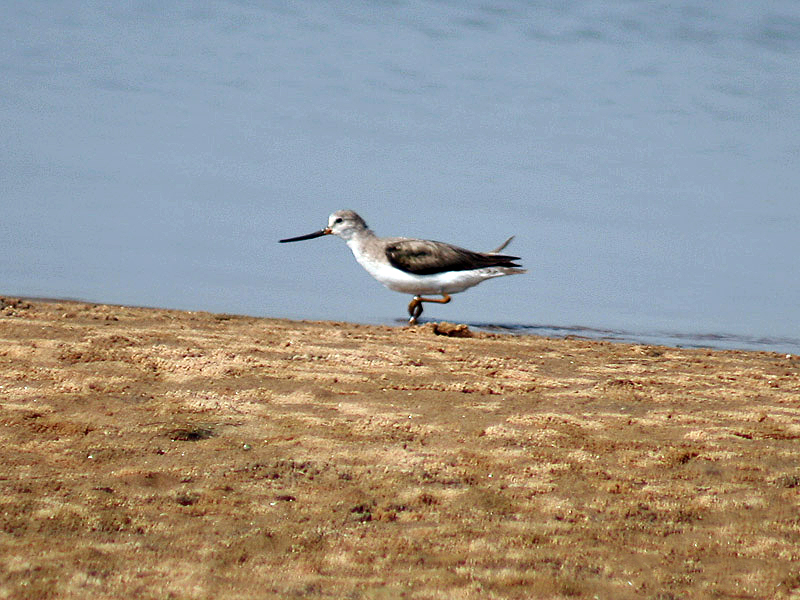
Terek Sandpiper Xenus cinereus
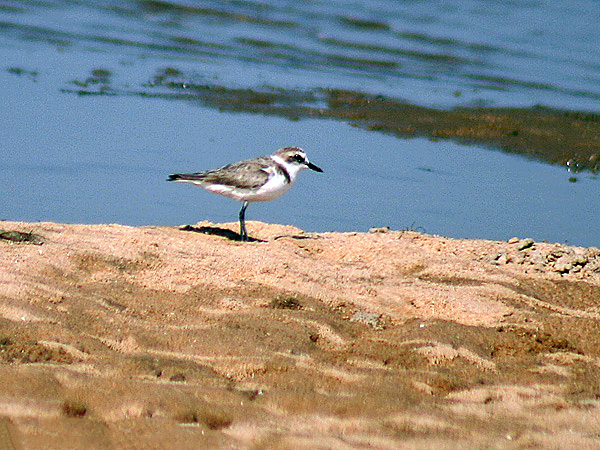
Chorlitejo patinegro (Charadrius alexandrinus)
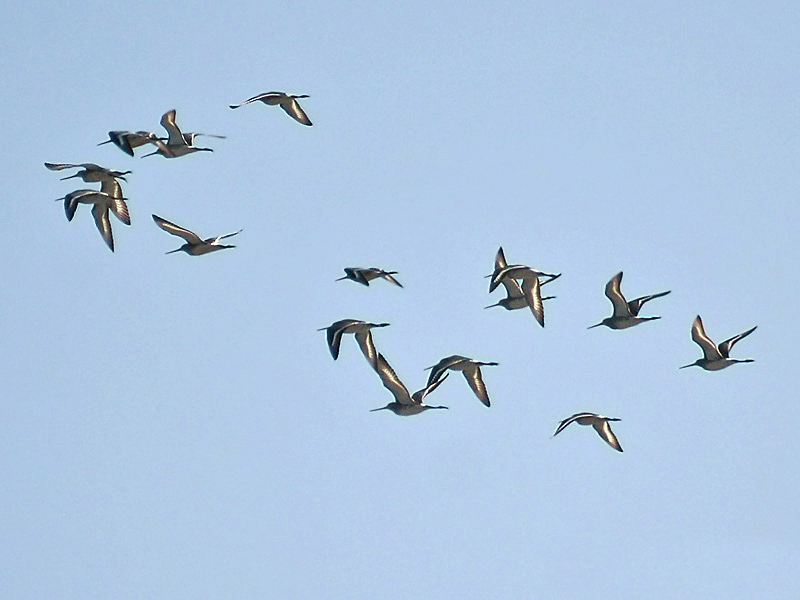
Cola negra Goodwit Limosa limosa
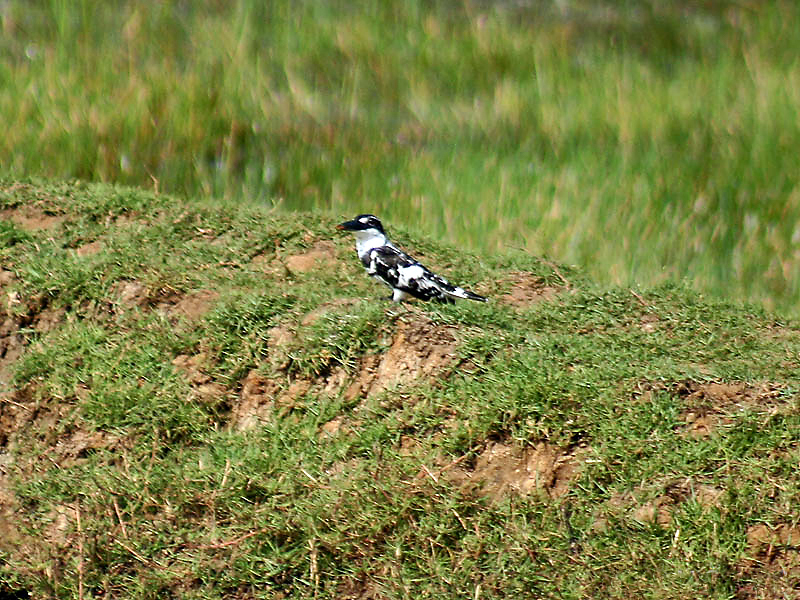
Pied Kingfisher (Ceryle rudis)

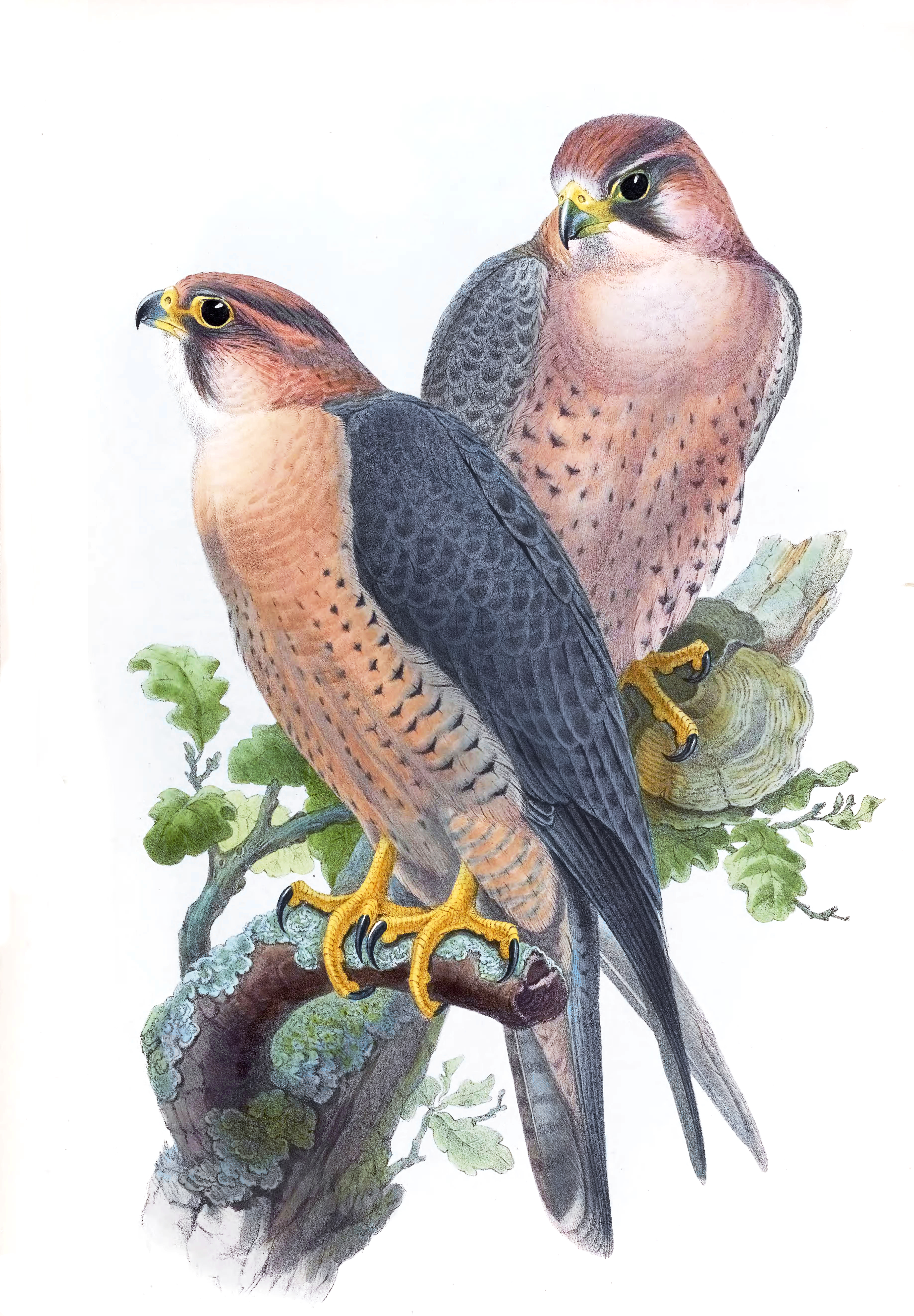
Falcon
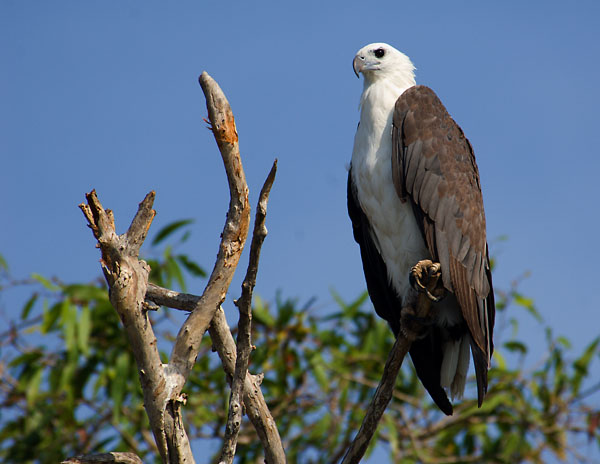
White-bellied Sea Eagle
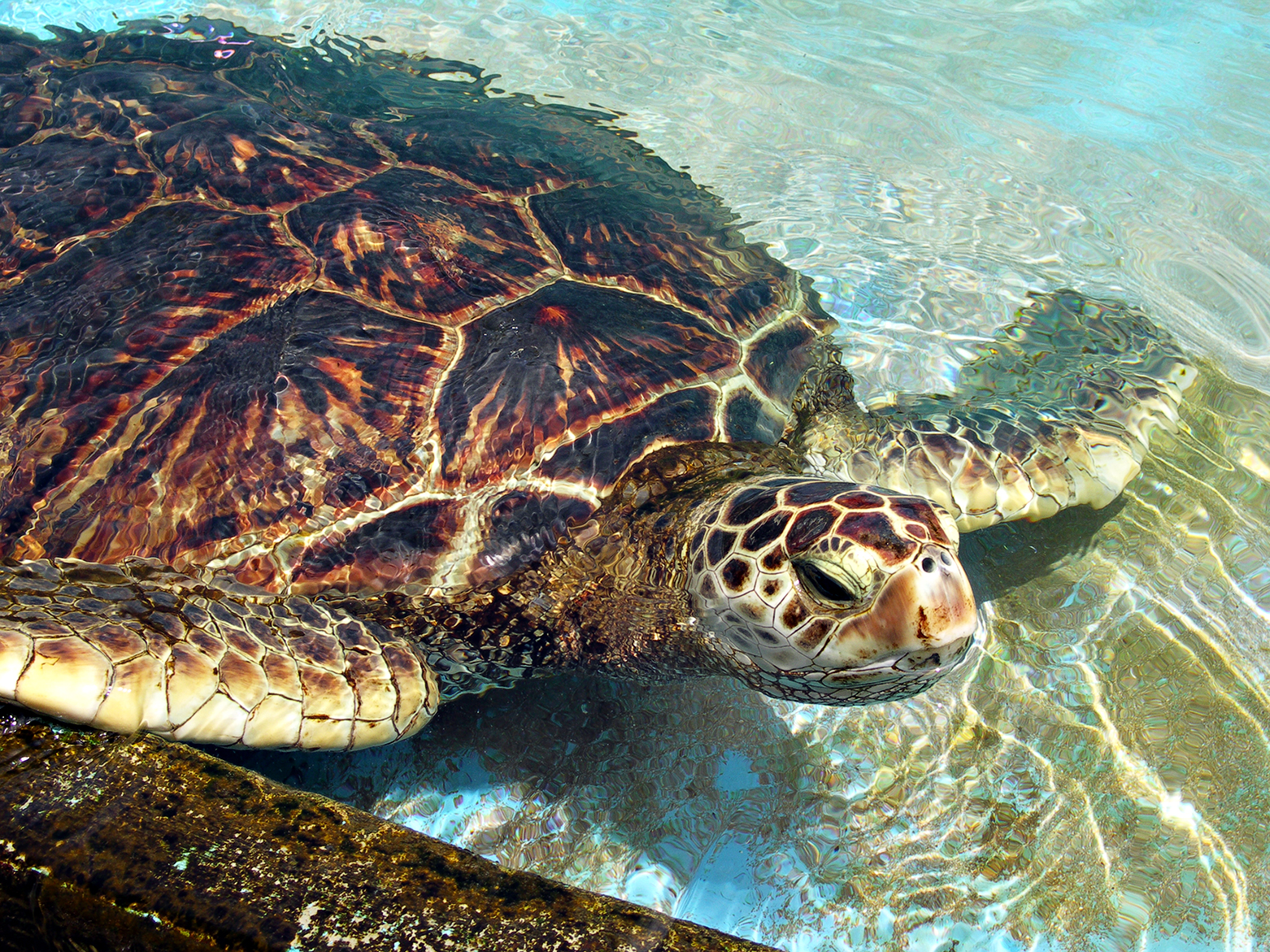
Tortuga marina verde
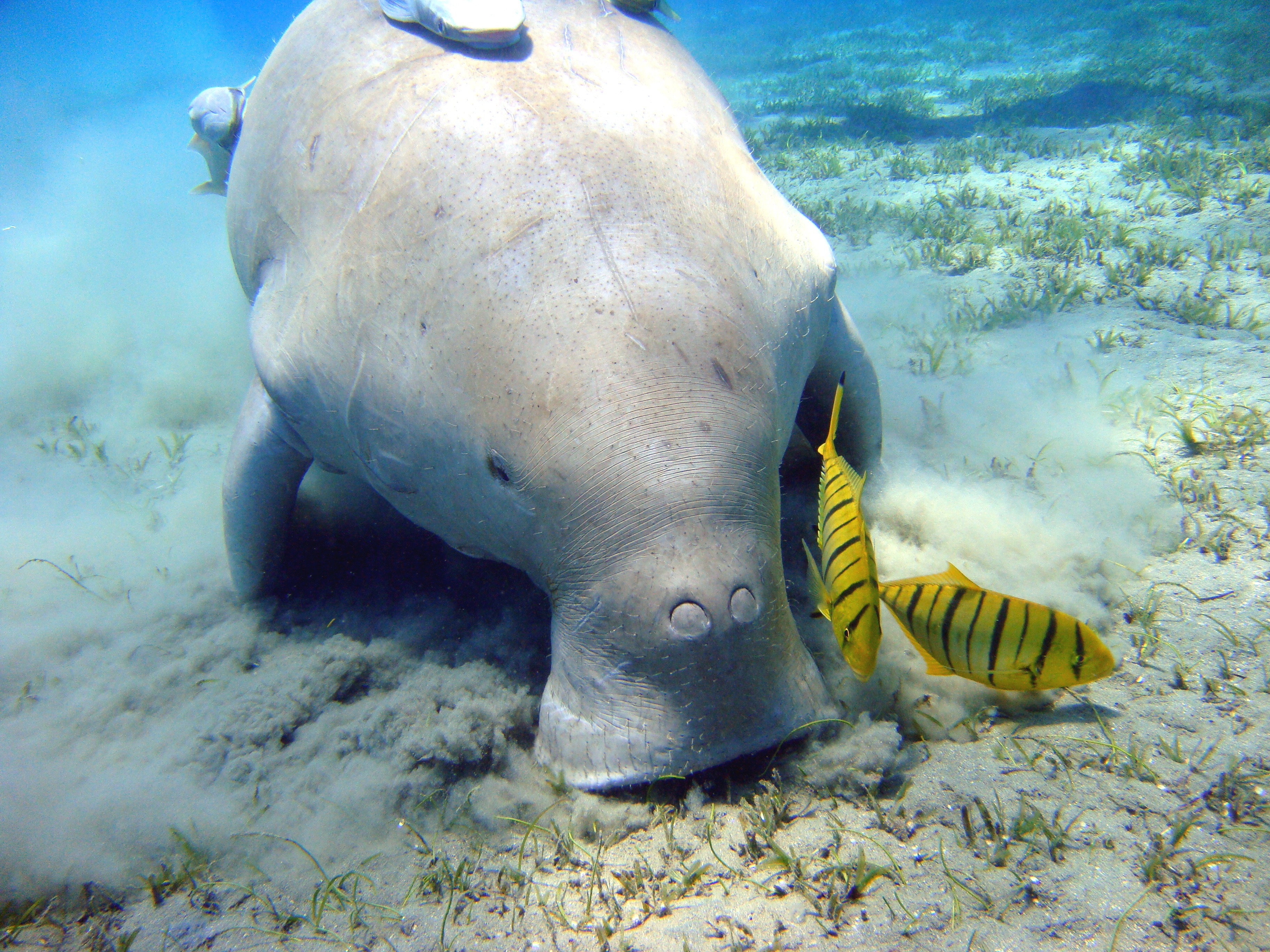
Dugong
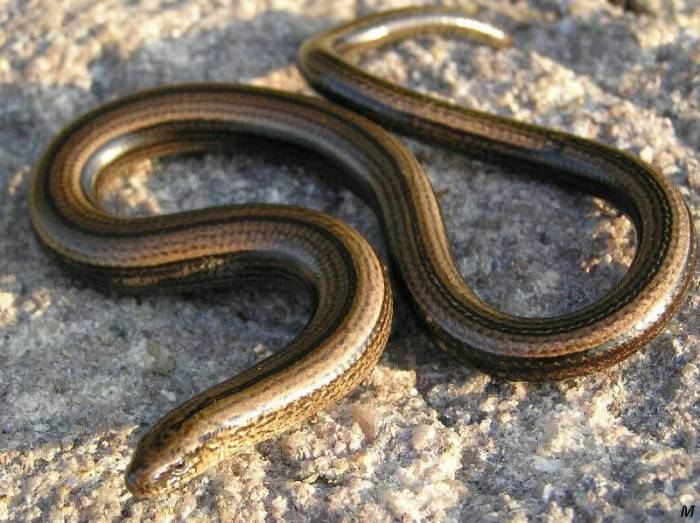
Lagarto sin extremidades
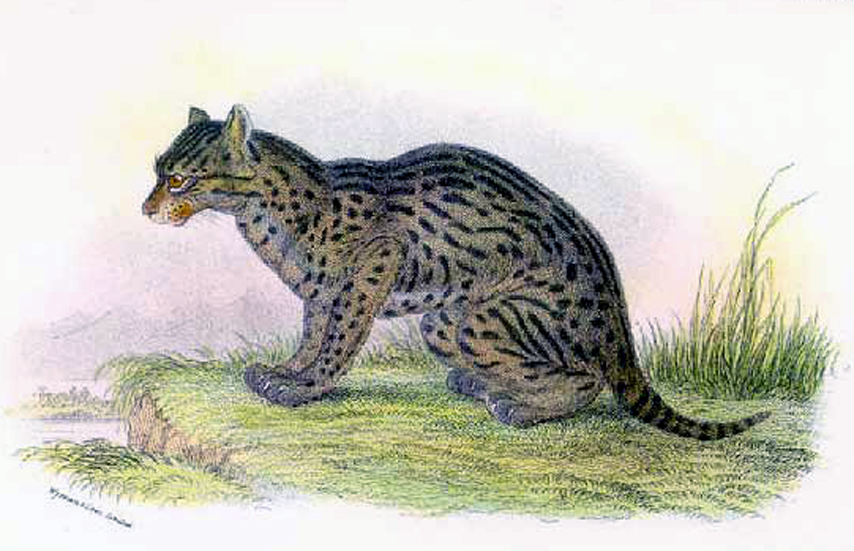
Gato de pesca